# رايموند ويكس
رايموند ويكس (بالإنجليزية: Raymond Weeks)‏ هو أستاذ جامعي أمريكي، ولد في 2 يناير 1863 في تابور في الولايات المتحدة، وتوفي في 16 فبراير 1954.